# Taser

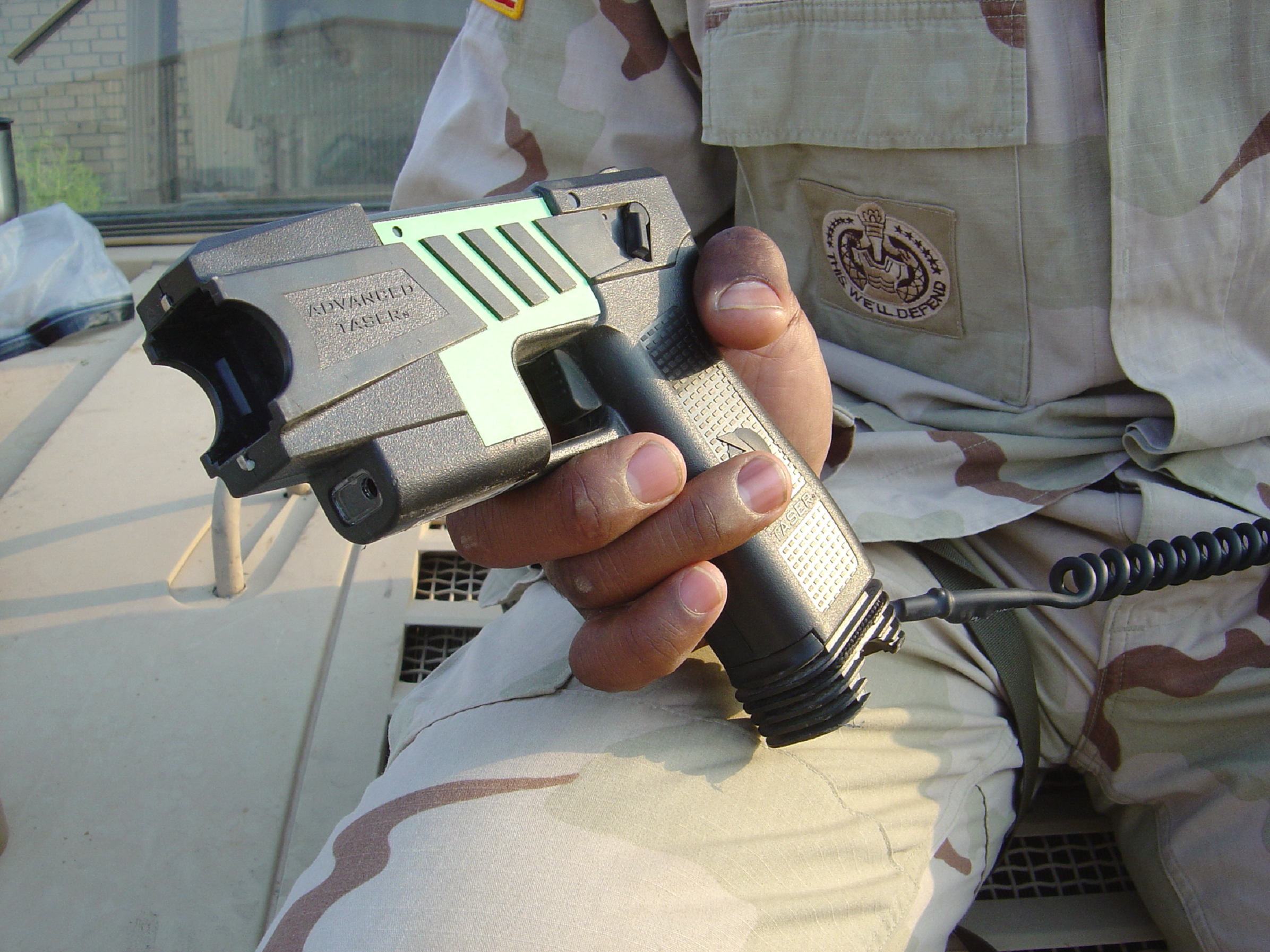
Taser model M26

Taser (pełna nazwa: Thomas A. Swift’s electric rifle) – paralizator elektryczny produkowany przez firmę Taser International. Posiada zasięg rażenia do 5 metrów dzięki wystrzeliwanym z rękojeści elektrodom, które łączą się z nią za pomocą odwijanych przewodów. Generowane wysokie napięcie elektryczne przy niskim natężeniu powoduje silny ból oraz zakłócenie działania układu nerwowego, a w rezultacie chwilowy całkowity paraliż.
Pierwsze tasery miały elektrody wystrzeliwane za pomocą ładunku prochowego i z tego powodu były klasyfikowane jako broń palna. Ten typ tasera nie był sprzedawany na rynku cywilnym, stanowił natomiast uzbrojenie niektórych oddziałów amerykańskiej policji. W latach 90. powstał air-taser, w którym elektrody wystrzeliwane są ładunkiem sprężonego powietrza; ten typ tasera jest sprzedawany także na rynku cywilnym (również w Polsce).

## Niebezpieczeństwo użycia tasera
Użycie tasera w stosunku do całkowicie zdrowej osoby nie wywołuje groźnych obrażeń, jednak jest bardzo niebezpieczne dla osób będących pod wpływem leków, alkoholu, narkotyków lub cierpiących na choroby serca, prowadząc w skrajnym przypadku do śmierci.
Ponadto zakończone małymi haczykami elektrody potrafią wbić się głęboko w ciało i do ich usunięcia potrzebna jest czasem interwencja chirurga. Groźny uraz może spowodować trafienie elektrodą w oko. Ponieważ u trafionej osoby następuje całkowite zwiotczenie mięśni, upada ona całkowicie bezwładnie, co czasem prowadzi do groźnych urazów głowy i kręgosłupa.
W samych Stanach Zjednoczonych od czerwca 2001 do marca 2006 zmarło 150 osób po ogłuszeniu taserem. W całej Ameryce Północnej liczba ofiar tej broni to ponad 330 osób, a liczba ta stale rośnie. Na skutek użycia przez kanadyjską policję tasera 14 października 2007 na lotnisku w Vancouver zmarł Robert Dziekański. 15 maja 2016, po kilkakrotnym rażeniu taserem, zmarł na komisariacie policji we Wrocławiu Igor Stachowiak.